# 一万人の殉教

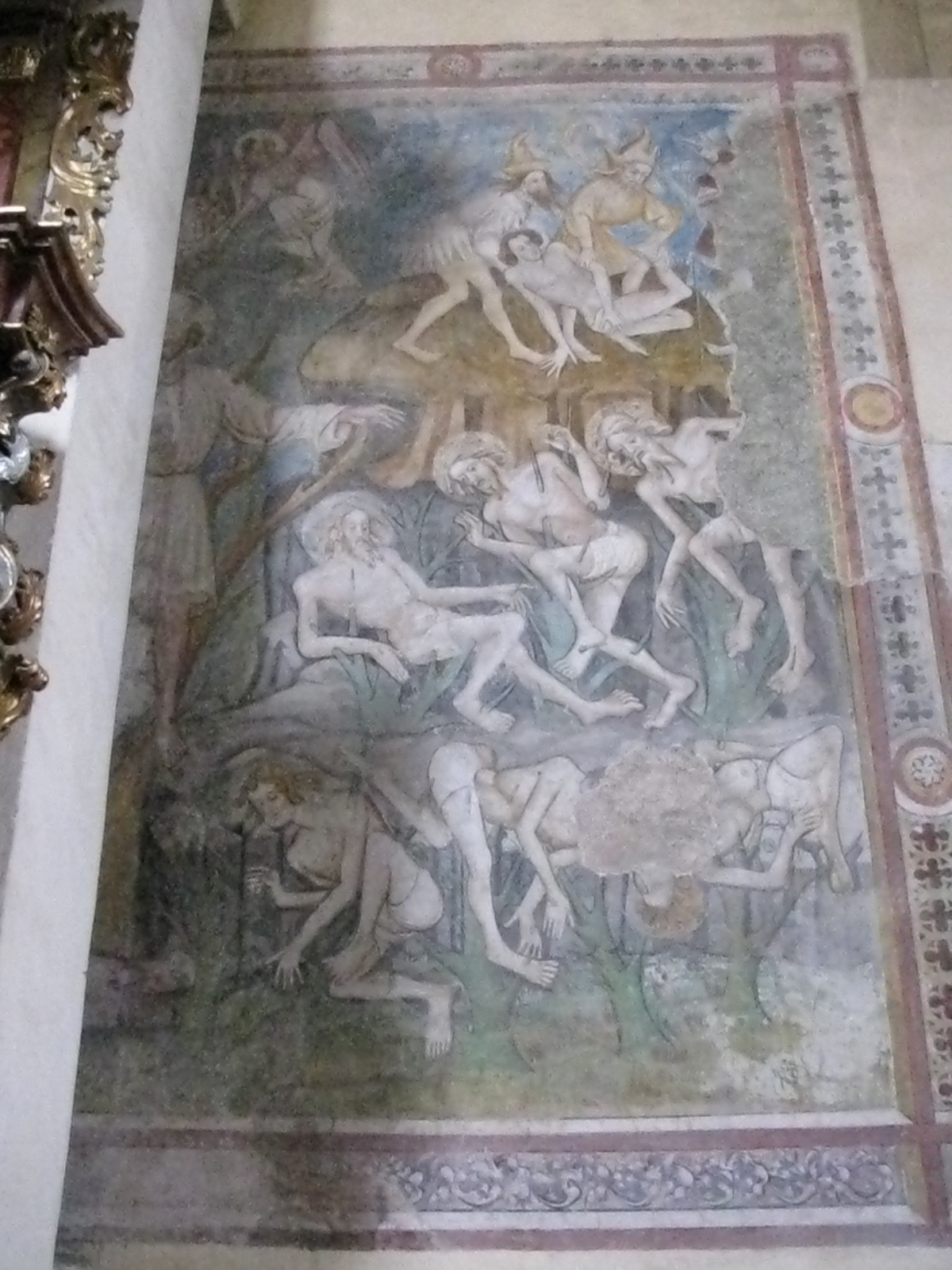
ブルック・アン・デア・ムーアの「森のマリア教会 (Kirche Maria im Walde)」にある、一万人の殉教を描いたフレスコ。

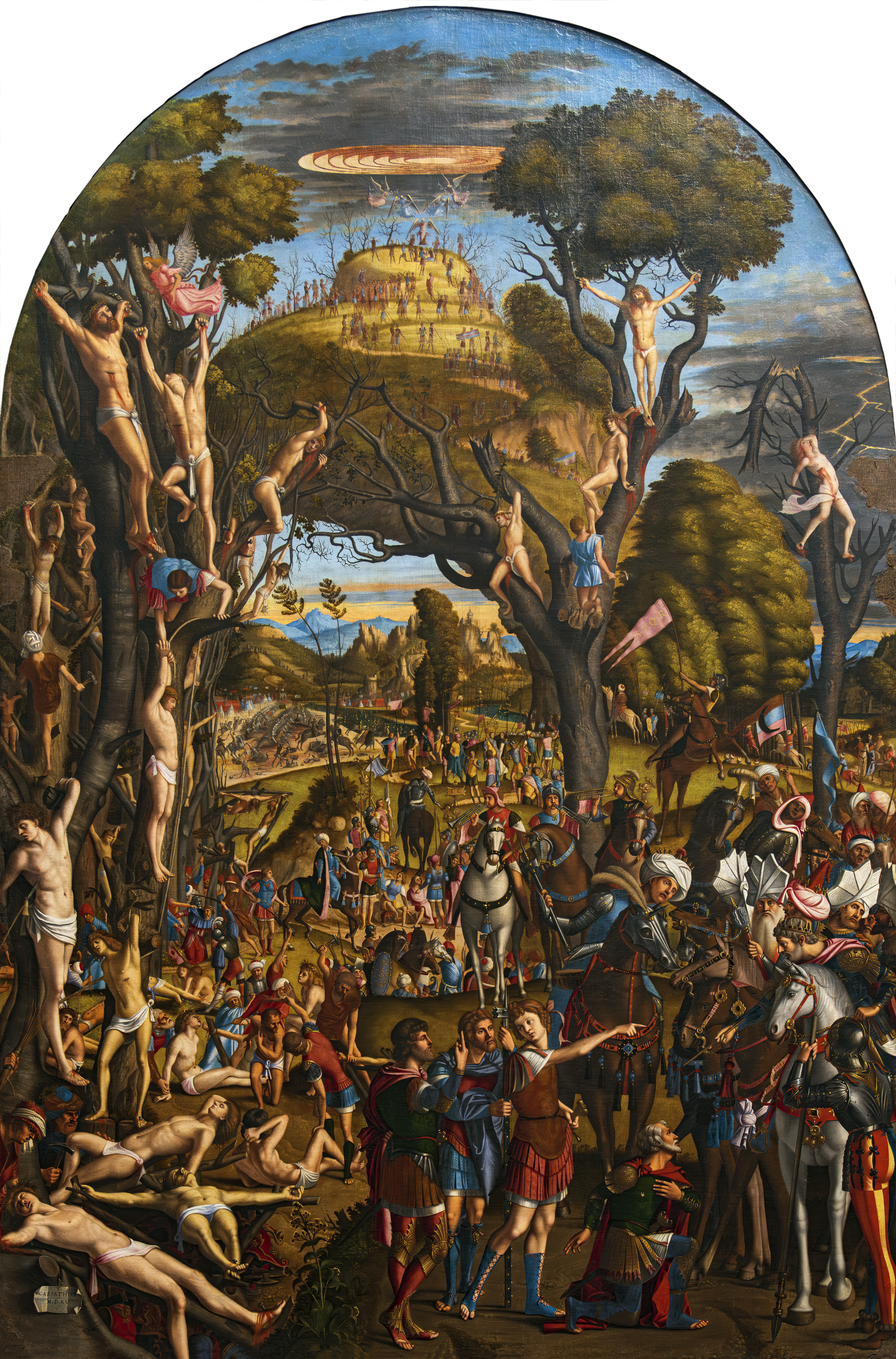
ヴィットーレ・カルパッチョ『アララト山の一万人の磔』

一万人の殉教（いちまんにんのじゅんきょう）、あるいは、一万人の騎士は、十字軍の時代に創り出された伝説。この伝説は、歴史的事実に基づくものではない。しかし、十字軍の信仰心と忍耐力を高めることに役立った。

## 内容
時のローマ皇帝（ハドリアヌスとされることが多い）は、反乱軍を鎮圧するためにアルメニアのアカティウスを指揮官とする 9,000人の兵士を送った。ところが兵士たちは、10倍の圧倒的な数の敵の軍勢に直面する。兵士たちは、キリスト教に改宗して神の助けを借り、敵軍を倒すことができた。ローマ皇帝は、改宗の件を聞き、改宗者たちを弾圧するために、異教徒の軍勢を差し向けた。ところがその戦闘中にも、何千人もの異教徒がキリスト教に改宗した。キリスト教徒の数は1万人にまで増えたが、遂には敗れ、荊で拷問され、アララト山で磔にされた。

## 影響
かつてカトリック教会では、一万人の殉教者を記念する聖名祝日として3月18日と6月22日を捧げていた。前者は、ここで述べているものとは別の時代のニコメディアにおける殉教を踏まえたものとされ、後者はここで述べているアララト山における兵士たちの殉教を踏まえたものとされていた。
パレルモの一万人の殉教者教会や、レンテの一万人の騎士教会は、彼らに捧げられたものである。
宗教芸術においては、アルブレヒト・デューラー（『一万人のキリスト教徒の殉教』）やヴィットーレ・カルパッチョ（『アララト山の一万人の磔 (I diecimila crocifissi del monte Ararat)』）など、この伝説を描いた作品が多数ある。

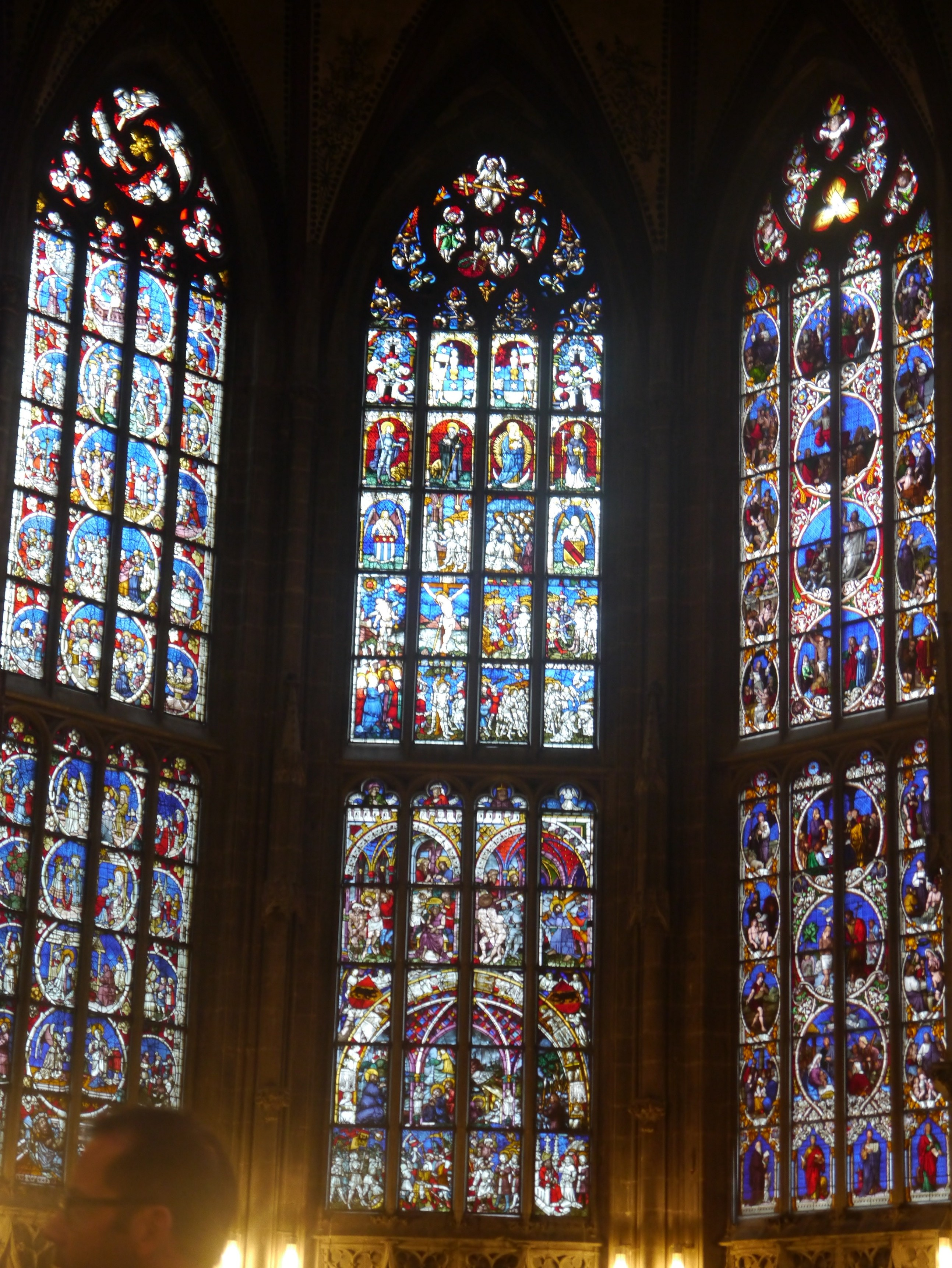
ベルン大聖堂のステンドグラス。中央が「一万人の騎士」の窓。

### スイスとの関わり
この主題を描いた最も大規模な絵画表現は、1448年から1450年にかけて制作されたベルン大聖堂のステンドグラスであり、この大聖堂の「一万人の騎士」の窓は、もともと40面の長方形の区画、8面の頂頭部の区画と3面のトレサリー窓で埋められていた。その後、おそらくは嵐のために大きな損害を受け、長方形区画11面と頂頭部のドライパスの1面は、取り替えられた。
スイス盟約者団（原初同盟）にとって重要な二つの戦闘は、一万人の騎士の聖名祝日に合わせておこなわれた。すなわち、聖名祝日の前夜に戦われた1339年6月21日のラウペンの戦いと、1476年6月22日のムルテンの戦いであり、いずれも同盟側の勝利に終わった。ムルテンの戦いの際には、ベルン側とその同盟者たちは、意図的に6月22日を決戦の日に選んで多くの聖人たちの加護があることを信じ、ラウペンにおける武運の再現を期した。1476年のムルテンにおける勝利の後、6月22日は、同盟側の多くの場所で特別な祝日とされた（参照：de:Schlachtjahrzeit）。特にベルンでは、古戦場での行事がおこなわれ、一万人の殉教者が讃えられる。